# 零系列
零為日本厂商特庫摩开发的恐怖游戏系列，自2001年問世以来，已推出了五部正傳作品：《零～zero～》、《零～紅蝶～》、《零～刺青之聲～》、《零～月蝕的假面～》和《零～濡鴉之巫女～》，一部外傳作品《心靈照相機～被附身的筆記本～》，以及一部重製作品《零～真紅之蝶～》；游戏平台則橫跨了PS2、Xbox、Wii、任天堂3DS、Wii U、任天堂Switch、PS4、PS5、Xbox One、Xbox Series X/S和Windows平台。
2012年，零系列的版權商標正式公布由任天堂與光榮特庫摩共同所持有，其中任天堂佔有相當重要的份額，但後續作品皆有在非任天堂平台上發售（主要由光榮特庫摩發行）。

## 游戏
| 2001 | 零～zero～                   |
| 2002 |                              |
| 2003 | 零～紅蝶～                   |
| 2004 |                              |
| 2005 | 零～刺青之聲～               |
| 2006 |                              |
| 2007 |                              |
| 2008 | 零～月蝕的假面～             |
| 2009 |                              |
| 2010 |                              |
| 2011 |                              |
| 2012 | 靈異照相機～被附身的筆記本～ |
| 2012 | 零～真紅之蝶～               |
| 2013 |                              |
| 2014 | 零～濡鴉之巫女～             |
| 2015 |                              |
| 2016 |                              |
| 2017 |                              |
| 2018 |                              |
| 2019 |                              |
| 2020 |                              |
| 2021 | 零～濡鴉之巫女～HD版         |
| 2022 |                              |
| 2023 | 零～月蝕的假面～HD版         |

### 零～zero～
PS2《零～zero～》为系列的第一作，2001年首发于日本PlayStation 2。
2002年发行的Xbox版在日本称为“Fatal Frame -零 Special Edition-”，加入了新结局、更多服装、新的游戏模式和更困难的设置。

### 零～紅蝶～
PS2《零～紅蝶～》是系列的第二作，2003年於日本PlayStation 2平台首发。
翌年，在Xbox发行的“导演剪辑版”收录了一些新增要素。游戏被广泛认为是史上最恐怖的电子游戏之一。
在北美，2013年5月7日 发行了可供PlayStation 3下载的PlayStation 2版。PlayStation 3版在发行后不久因为各种模拟技术问题移除了在线商店，直到 6月30日 修复并重新发行。

### 零～刺青之聲～
PS2《零～刺青之聲～》是系列的第三部作品，2005年在PlayStation 2平台发行。
游戏同时使用了旧角色和新角色，并使用了新闹鬼地点。

### 零～月蝕的假面～
Wii《零～月蝕的假面～》是系列的第四作，2008年在日本發售。本作是特库摩和任天堂的合作项目，特库摩负责游戏的开发制作，此外Grasshopper Manufacture也有参与开发工作；而任天堂则担当游戏的监修和发行。
本作成为零系列中第一部Wii主机独占的游戏；同时据任天堂的消息，本作也有别于前三作而不会在北美地区发行。

### 心靈照相機～被附身的筆記本～
3DS《心靈照相機～被附身的筆記本～》，是本系列的第一款外傳作品，2012年1月在日本發行，遊戲中收錄「幽靈相機（ゴーストカメラ）」模式，將可利用3DS攝影鏡頭模擬照相機來尋找和除靈。
而「AR日記（ARノート）」，可以體驗專屬故事《零～紫之日記～》，玩家要與被帶離現實世界的少女「真夜」一起探索，揭開被詛咒的日記背後的真相。此外遊戲中還收錄「驚悚日記（ホラーノート）」模式，讓玩家利用3DS AR功能體驗許多不同的小遊戲。

### 零～真紅之蝶～
Wii《零～真紅之蝶～》為《零～紅蝶～》的重製版本，2012年在日本、澳洲和歐洲发行。
為配合Wii的主機特性，本作翻新人物模組、重製過場動畫和新增體感操作系統，並加入可供雙人遊玩的『鬼屋模式（お化け屋敷）』。

### 零～濡鴉之巫女～
Wii U《零～濡鴉之巫女～》由光荣特库摩与任天堂联合制作并由任天堂发行在 Wii U 平台上，為零系列首次高畫質化之作品。
由于Wii U GamePad平板控制器的加入，使得系列游戏特色之一的“射影機”使用起来更加得心应手。
游戏2014年9月27日在日本发售。

### 零～濡鴉之巫女～HD版
2021年零系列20週年，于10月28日推出了支援多國語言的高畫質移植版，登陸平台包括Steam、PS4、PS5、任天堂Switch、Xbox One、Xbox Series，中文、日文、英文、法文、德文。這是零系列首度登上PC。

### 零～月蝕的假面～ HD版
2022年9月的任天堂直面會上，光榮特庫摩宣布將於2023年在任天堂Switch上發售《零～月蝕的假面～》的高畫質移植版；稍後確認，該作還將登陸PlayStation 4、PlayStation 5、Xbox One、Xbox Series X/S和Windows多平台。
游戏2023年3月9日正式发售。

## 跨媒体

### 电影
《零》於2014年推出同名电影《零～ZERO～》，由安里麻里导演，大塚英志编剧，森川葵 和 中條彩未 領銜主演。
电影与《濡鸦之巫女》交叉宣传。

### 漫畫
《零～影巫女～》，由天樹征丸原作，HAKUS作畫，2014年7月17日在DeNA 的電子漫畫平台「MangaBox」上開始連載，9月17日由講談社出版單行本。

## 设定
射影機由日本民俗學家麻生邦彥博士研製，能夠拍攝到“看不見的事物”的特殊照相機。零系列最關鍵物品，在零系列中有數台不同型號的射影機存在，根據遊戲中獲得的麻生博士本人遺留的筆記來看，除了《零～zero～》中使用的以外，其餘均爲“試作品”。射影機可用來看見幽靈、殘留思念等無法用肉眼看見的事物，能和特殊的膠卷配合對怨靈造成傷害。但是射影機本身會對使用者的心與靈造成侵蝕，使用者的靈感越強就越容易受到影響，最終皆會造成悲劇的下場。
靈石收音機以用礦石做為部份迴路來收訊的礦石收音機改良而成，據說可以收到靈界的聲音，靈界的聲音可以藉由收音機而被聽見，與人能夠感受某些氣息產生預感、雙胞胎之間的共鳴有著類似的特性。
膠卷（菲林）分〇七式、一四式（十四式）、三七式（《零～zero～》特有，相當於六一式）、六一式、七四式（《零～zero～》特有，相當於九〇式）、九〇式和零式。每種膠卷皆有不同的攻擊力和填充時間，是射影機能攻擊怨靈的原因。
鏡石數量稀少，主角身上一般只能裝備一塊。當怨靈攻擊主角，导致体力降到0时，鏡石會自动地完全回復體力，但受到的伤害仍会保留。例如，遇到超強怨靈（通常在惡夢难度下）的攻击時，可能會先爆鏡石再掉半條血。
万葉丸遊戲中的補血物品，能補充少量體力，可同時持有多個。
御神水遊戲中的補血物品，數量稀少，能完全補充體力，和鏡石一樣重要，可同時持有多個。
Zero Shot靈力圈全蓄力狀態與靈力圈呈紅色狀態下拍照。（包含Fatal Frame）
靈石《零～zero～》中用于使用照相機的強化功能（如：壓、遲、視、痺、探等）的物品，每使用一次要消耗一顆。在其后作中变为“靈子”，通过对怨灵造成伤害获得，直接填充在射影機左下角。不同的強化鏡頭消耗的靈子數也不同，例如“擊”消耗全靈力（依當時所剩靈子決定攻擊力）、“零”消耗3顆、“連”消耗1顆等。

## 音乐
系列从《零～紅蝶～》开始到《零～真紅之蝶～》的主题曲皆由天野月（原天野月子）演唱，包括：《零～紅蝶～》主题曲《蝶》、《零～刺青之聲～》主题曲《聲》、《零～月蝕的假面～》两个难度版本的主题曲《NOiSE》和《零的調律》，以及《零～真紅之蝶～》主题曲《くれなゐ》。而《零～濡鴉之巫女～》的主题曲《HIGANBANA》改由AnJu演唱，另外在達成特殊條件之下（夕莉身穿白無垢），片尾曲將為天野月所演唱的《鳥籠 -in this cage-》。

## 外部連結
- 零～zero～PlayStation 2版官方页面 （日語）
- 零～zero～Xbox版官方页面 （日語）
- 零～红蝶～PlayStation 2版官方頁面 （日語）
- 零～红蝶～Xbox版官方頁面 （日語）
- 零～真紅之蝶～Wii版官方頁面 （日語）
- 零～刺青之聲～PlayStation 2版官方頁面 （日語）
- 零～月蝕的假面～Wii版官方頁面 （日語）
- 零～濡鴉之巫女～Wii U版官方頁面 （日語）